# Tomichia
Tomichia là một chi động vật chân bụng trong họ Pomatiopsidae. 
Nó gồm các loài:
- Tomicha cawstoni
- Tomicha natalensis
- Tomicha rogersi